# Herbario medieval

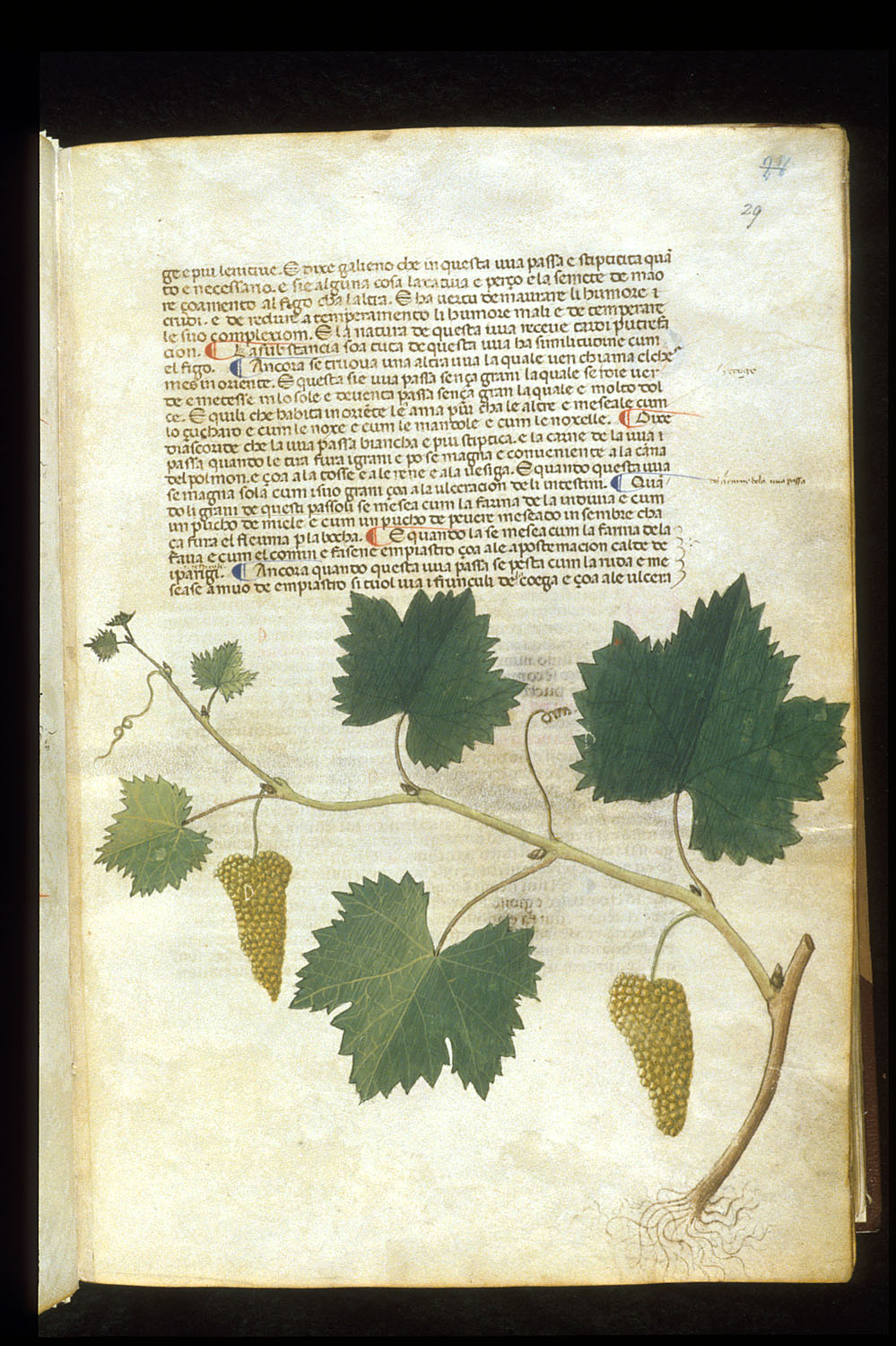
Página del herbario medieval Carrara.

Durante la Edad Media, la palabra herbario se refería a un libro de Botánica, específicamente relacionado con las plantas medicinales, en el que se enumeraban los productos naturales obtenidos de ellas con valor terapéutico, y raramente de los animales y minerales. Era un libro de medicamentos simples, integrados por un solo componente, procedentes de la naturaleza, especialmente de las plantas. 

## Características
En el campo de las ciencias descriptivas, tales como la Botánica, la Zoología o la Anatomía, la transmisión más eficaz de la información es indudablemente facilitada si las descripciones pueden ser acompañadas por ilustraciones. Durante el período manuscrito, antes de la invención de la imprenta, los escritos se ilustraban para hacerlos más inteligibles; y con este fin se acompañaban los textos con ilustraciones coloreadas. No obstante, los sucesivos copistas —y esto ocurrió a lo largo de mil años— iban añadiendo progresivas distorsiones, por lo que las ilustraciones, en vez de resultar una ayuda, se convirtieron en un obstáculo para la claridad y precisión de las descripciones. 
Por otro lado, aquellos autores que renunciaron a incorporar en sus textos ilustraciones, comprobaron que las descripciones eran insuficientes para permitir el reconocimiento e identificación de las especies aludidas, especialmente teniendo en cuenta que las mismas plantas recibían nombres diferentes en los distintos lugares y el lenguaje botánico no estaba desarrollado. De ahí que muchos autores renunciaran también a describir sus plantas y se conformaran con enumerar todos los nombres que conocían de cada planta (sus sinónimos), así como las dolencias humanas para las que resultaban beneficiosas. 

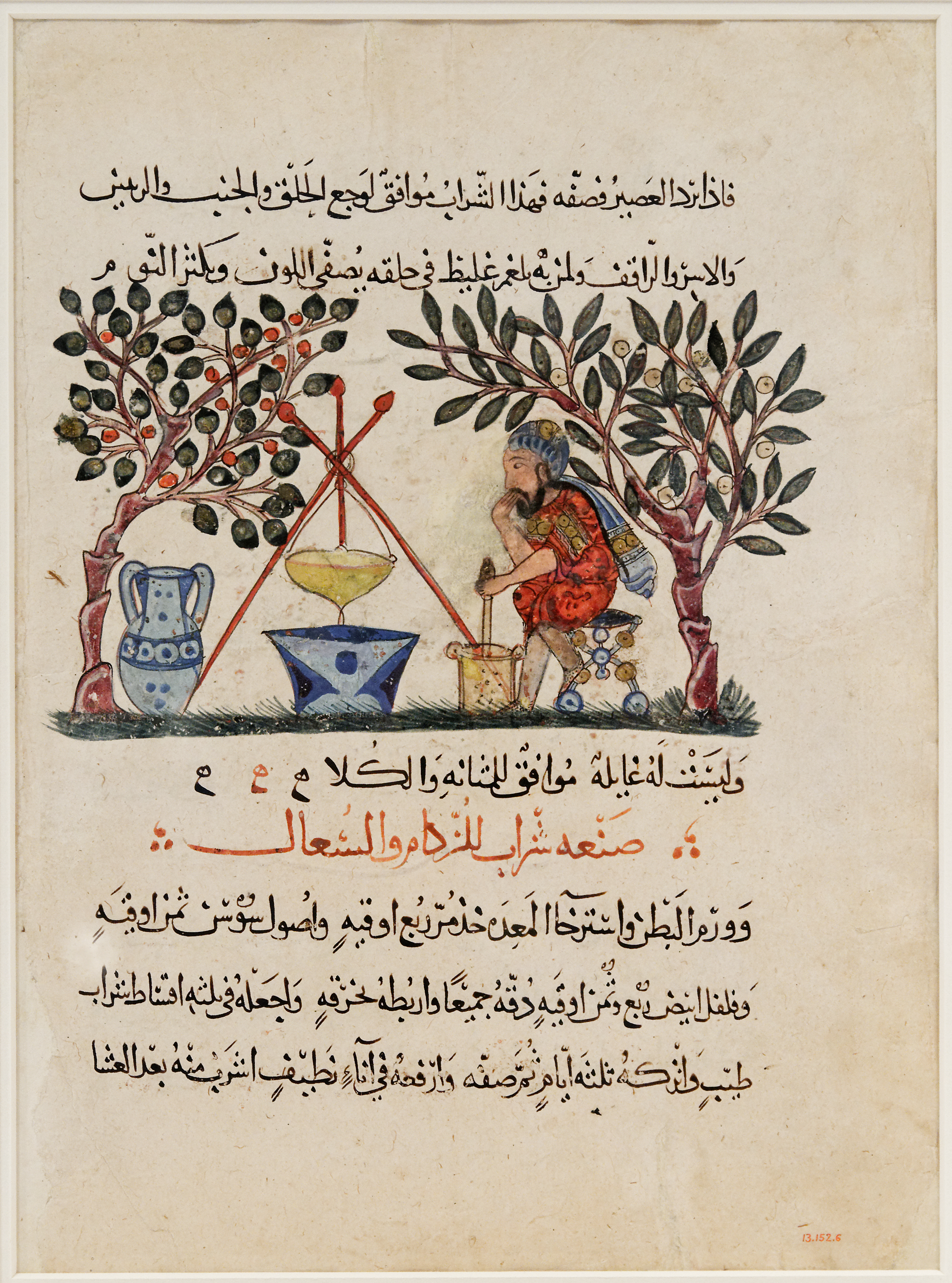
Galeno preparando un elixir. Folio de un manuscrito del De Materia Medica (ca. 40–90 AD). Se conserva en el Museo Metropolitano de Arte, en Nueva York.

El herbario tiene una larga tradición manuscrita. Desde finales de la antigüedad clásica y a lo largo de toda la Edad Media los tratados sobre las plantas y sus propiedades curativas se copiaron una y otra vez partiendo de los textos griegos. Durante ese proceso de copiado los textos originales fueron variando paulatinamente a causa de traducciones, interpolaciones de nuevos textos, influencias del mundo árabe, judío o bizantino, hasta el punto de que, partiendo de unos pocos textos originales, la variedad de los textos resultantes a finales de la Edad Media, en la época del nacimiento de la imprenta, era muy grande. La información de un herbario se ordenaba de una forma muy parecida en todos ellos, con mayor o menor extensión: 
- el nombre de la planta,
- una lista de sus sinónimos,
- la descripción de sus características,
- su distribución geográfica y su hábitat,
- la enumeración de los primeros autores que han citado la planta,
- sus propiedades curativas,
- el modo de colectarla y prepararla,
- una lista de los medicamentos que se pueden preparar con ella,
- las enfermedades que cura y, por último,
- las principales contraindicaciones.

En el caso de los herbarios ilustrados, la imagen de la planta solía preceder a la información escrita.

## Historia

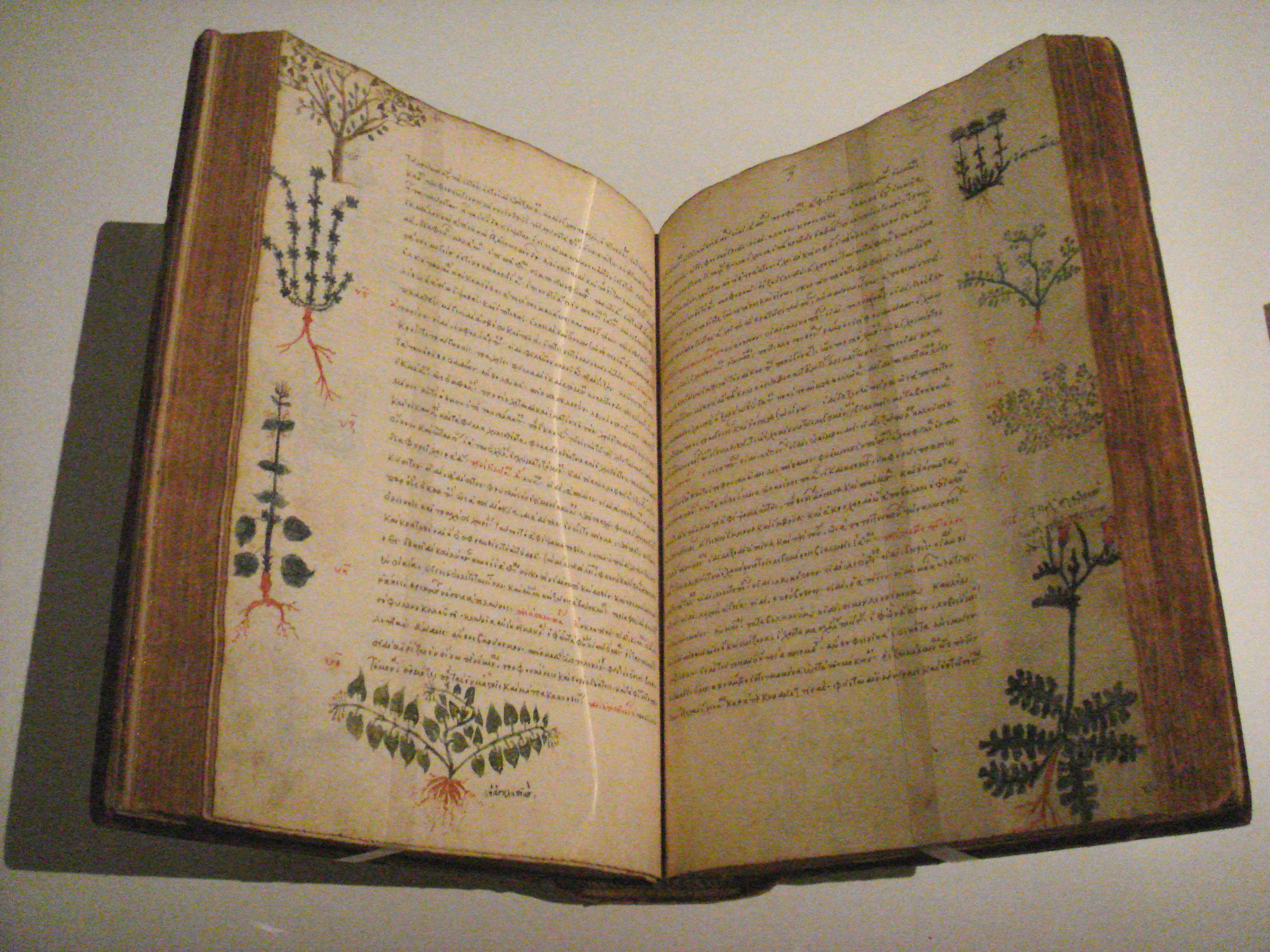
De Materia Medica de Dioscórides, Byzantium,.

En la historia de la botánica medieval, se pueden ver dos períodos bien diferenciados, que a grandes rasgos coinciden con la Alta y la Baja Edad Media. En el primer período, los primeros libros de plantas, conocidos como herbarios, usaban de forma predominante los saberes clásicos, con casi como una única fuente el tratado médico de Dioscórides, el De Materia Medica, redactado en griego en el siglo I d. C., difundido en multitud de variantes por toda Europa hasta la llegada de la imprenta. 
A partir de los siglos XII y XIII se compilan nuevos herbarios, esta vez bajo la poderosa influencia de la Escuela Médica Salernitana, establecida en la ciudad italiana de Salerno que también aprovechaba la proximidad del monasterio de Montecassino. Las influencias de Bizancio y del mundo árabe en la Italia meridional, hicieron que esa ciudad se convirtiera en un centro internacional de actividad médica, con influencia en todo el Occidente medieval cristiano. Cualesquiera que hayan sido sus orígenes, lo cierto es que ya al comienzo del siglo XI ejercían y enseñaban en Salerno médicos de renombre, que redactaron breves tratados, con intencionalidad didáctica. Hacia finales de la Edad Media, entonces, aparece un nuevo tipo de herbario, todos ellos ilustrados. Quizá el texto botánico que ejerció más autoridad fue el redactado por Matthaeus Platearius, conocido como Circa instans (ca. 1150/70), porque con estas palabras se inicia el texto. Describe cerca de quinientas plantas, con datos como su origen geográfico, su denominación griega y latina, condiciones para su conservación y sus principales virtudes. Sus fuentes son, en primer lugar De Materia Medica, en su versión latina, pero también otros textos de interés botánico, como el Herbarius de Apuleyo Platónico (identificado generalmente con Apuleyo de Madaura (124-170) o con Pseudo-Apuleius), que será publicado por vez primera en 1481.
En los siglos XV y XVI la vida de los ciudadanos europeos aun giraba en torno a la agricultura pero cuando llegó la imprenta, con los tipos móviles y los grabados en madera, curiosamente no se publicaron tratados de agricultura, sino listados de plantas medicinales con descripciones de sus propiedades o "virtudes". Esos primeros herbarios muestran que la botánica todavía era parte de la medicina, como lo había sido durante la mayor parte de la historia antigua. Los autores de herbarios eran a menudo los conservadores de los jardines universitarios, y la mayoría de los herbarios eran compilaciones derivadas de los textos clásicos, aún del De Materia Medica. Sin embargo, la necesidad de descripciones precisas y detalladas de las plantas significó que algunas hierbas fueran más botánicas que medicinales. El Herbarum Vivae Icones (1530) del alemán Otto Brunfels (1464-1534) contenía descripciones de unas 47 especies nuevas para la ciencia combinadas con ilustraciones precisas. El Kreutterbuch de 1539 de su compatriota Hieronymus Bock (1498-1554) describía las plantas que había encontrado en los bosques y campos cercanos, que se ilustraron en la edición de 1546. Sin embargo, fue Valerius Cordus (1515-1544) quien fue pionero en la descripción botánica formal que detallaba tanto las flores como los frutos, algo de anatomía que incluía el número de cámaras en el ovario y el tipo de placentación del óvulo. También hizo observaciones sobre el polen y distinguió entre tipos de inflorescencias. Su Historia Plantarum de cinco volúmenes se publicó unos 18 años después de su temprana muerte a los 29 años en 1561-1563. En Holanda Rembert Dodoens (1517–1585), en Stirpium Historiae (1583), incluyó descripciones de muchas especies nuevas de los Países Bajos en una disposición científica y en Inglaterra William Turner  (1515-1568) en su Libellus De Re Herbaria Novus (1538) publicó nombres, descripciones y localidades de muchas plantas nativas británicas.
Los herbarios contribuyeron a la botánica poniendo en marcha la ciencia de la descripción, clasificación e ilustración botánica de las plantas. Hasta el siglo XVII, la botánica y la medicina eran lo mismo, pero esos libros que enfatizaban los aspectos medicinales finalmente omitieron la tradición de las plantas para convertirse en farmacopeas modernas; aquellos que omitieron la medicina se volvieron más botánicos y evolucionaron hacia las compilaciones modernas de descripciones de plantas que se llaman Floras. Estos a menudo estaban respaldados por especímenes depositados en un herbario que era una colección de plantas secas que verificaba las descripciones de plantas dadas en las Floras. La transición de herbario a Flora marcó la separación final de la botánica de la medicina.